# Global Goodness
Global Goodness (anciennement GoodnessTV) est un média consacré aux nouvelles positives et à leurs impacts.

## Historique
En 2008, Laurent Imbault et sa compagne Katherine Adams ont l'idée de GoodnessTv à la suite d'une conversation avec sa mère âgée, inquiète par rapport à la vision du monde véhiculée par les médias. La plate-forme vidéo voit le jour en 2009. C’est un organisme à but non lucratif financé principalement par ses créateurs, et qui bénéficie du travail de plusieurs dizaines de collaborateurs bénévoles.
En 2016, GoodnessTv devient Global Goodness un média consacré exclusivement aux nouvelles positives et à leurs impacts. L'objectif est de mettre en valeur ceux qui transforment notre monde.

## Activités
GoodnessTv réalise aussi des vidéos à la demande d’organismes privés, et produit des reportages réalisés en interne appelés La Minute Positive. Chaque épisode a une durée d'environ 60 secondes et met en avant les actions locales d'individus et d'organismes œuvrant dans le domaine social, humanitaire ou communautaire.